# Werner Fasslabend
Werner Fasslabend (* 5. března 1944, Marchegg) je rakouský právník a politik. V letech 1990 až 2000 byl ministrem obrany a v letech 1987 až 1990 a 2000 až 2007 poslancem Národní rady. V letech 2000 až 2002 zastával post místopředsedy Národní rady.

## Život
Werner Fasslabend navštěvoval Tereziánskou akademii ve Vídni, v roce 1963 složil maturitní zkoušku. Poté se mezi lety 1963 a 1964 věnoval studiu jazyků a historii na Wilbraham Academy v Massachusetts. V letech 1964 až 1970 studoval práva na Vídeňské univerzitě. V období 1970–1990 byl zaměstnán ve společnosti Henkel, kde také zastával vysoké manažerské pozice.
Politickou kariéru začal v ÖVP a ÖAAB. V letech 1987–1990 a 2000–2007 byl poslancem Národní rady, v letech 2000–2002 byl místopředsedou Národní rady.
Od roku 1990 do roku 2000 byl Fasslabend ministrem obrany. Obhajoval aktivní účast Rakouska na evropské bezpečnostní politice. Provedl rozsáhlou administrativní reformu, průběžné přizpůsobování armádní struktury novým krizovým situacím a reformu výcviku. Bylo také zahájeno přezbrojování ozbrojených sil moderními zbraňovými systémy. Byl ministrem obrany Rakouské druhé republiky s dosud nejdelším funkčním obdobím.
V letech 1997 až 2003 byl spolkovým předsedou ÖAAB. Od roku 2004 do roku 2015 byl předsedou Politické akademie ÖVP.
V období mezi lety 2015 až 2019 zastával post velkoprotektora mezinárodní organizace Lazarus Union.
Je prezidentem Rakouského institutu pro evropskou a bezpečnostní politiku.

## Vyznamenání
- Čestný odznak Za zásluhy o Rakouskou republiku – velká čestná dekorace ve zlatě na stuze, udělen 1994[6]
- Řád zásluh o Italskou republiku – rytíř velkokříže, udělen 1993[7][8]
- Řád koruny – velkokříž[7]
- Norský královský řád za zásluhy – velkokříž[7]
- Řád polární hvězdy – komtur velkokříže[7]
- Vojenský záslužný kříž – velkokříž na bílé stuze, udělen 1995[7]
- Čestný odznak Za zásluhy o spolkovou zemi Dolní Rakousko – stříbrný komturský kříž s hvězdou, udělen 2004[9]
- Řád sv. Jiří – evropský řád Domu Habsbursko-Lotrinského – čestný rytíř[10][11]

### Další ocenění
- Odznak za vojenské zásluhy – udělen 2002[6][12]

## Galerie

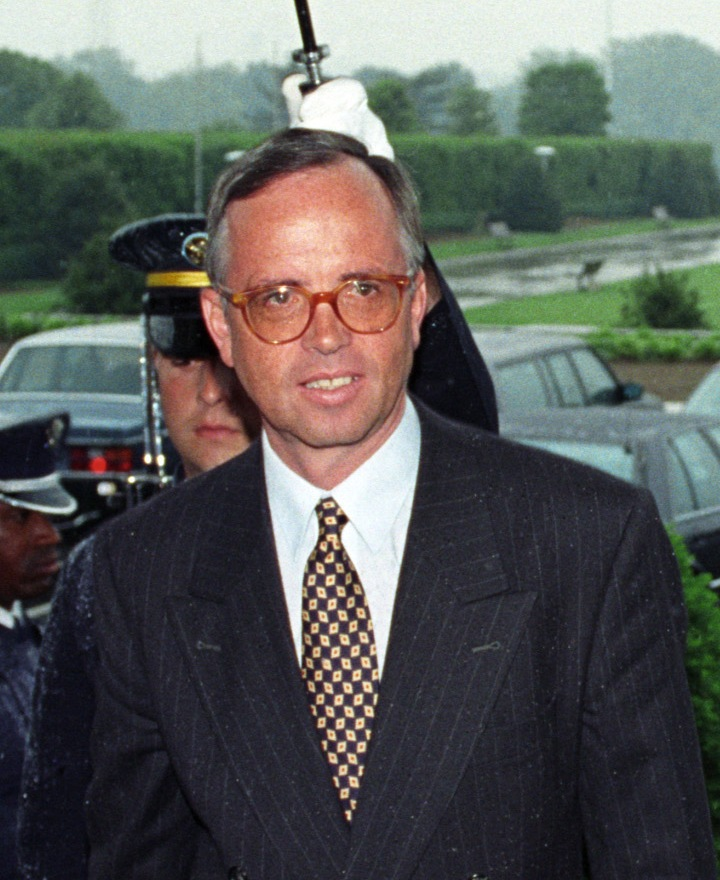
Werner Fasslabend v roce 1993
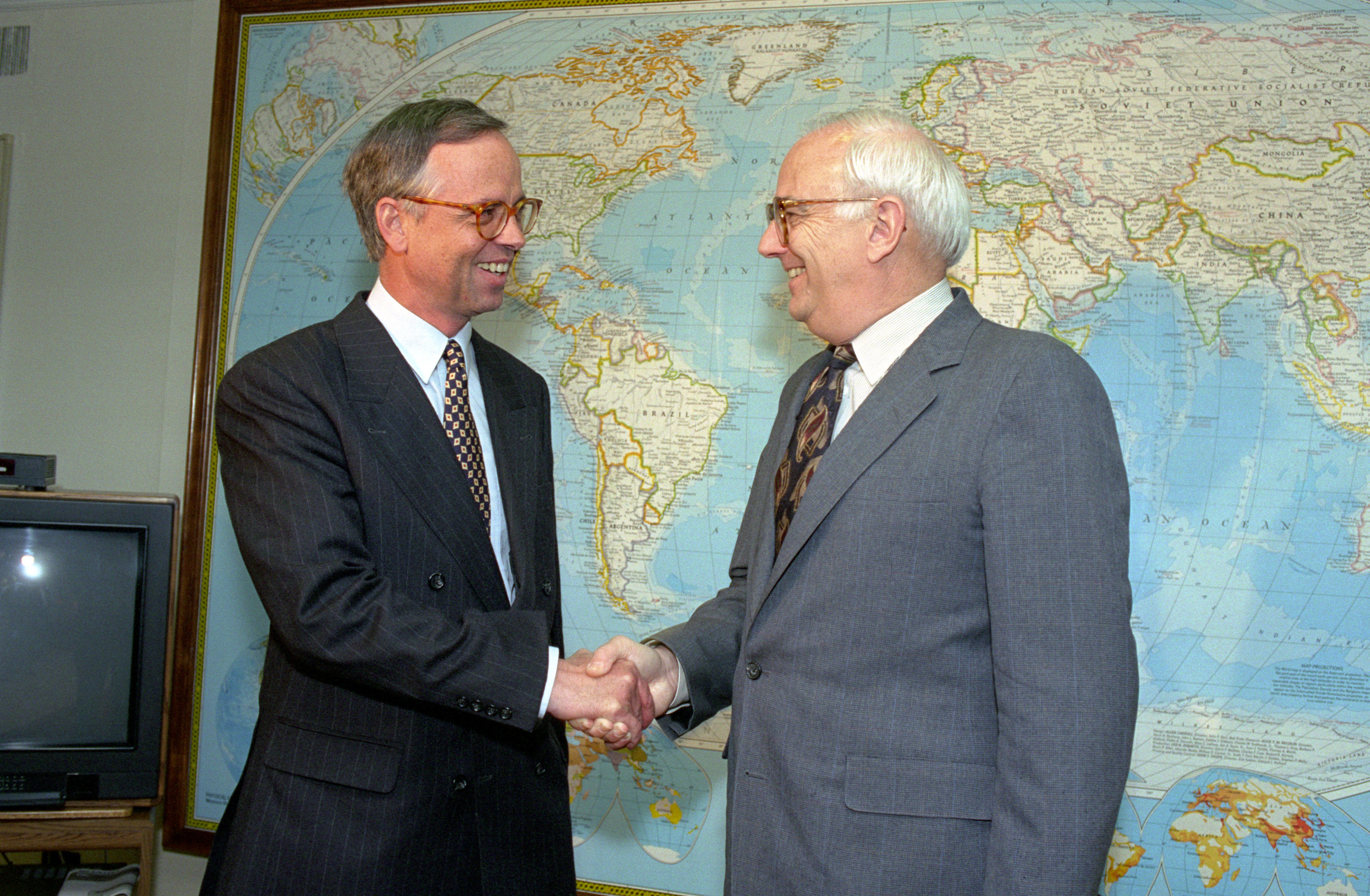
Werner Fasslabend při setkání s americkým politikem Lesem Aspinem v roce 1993
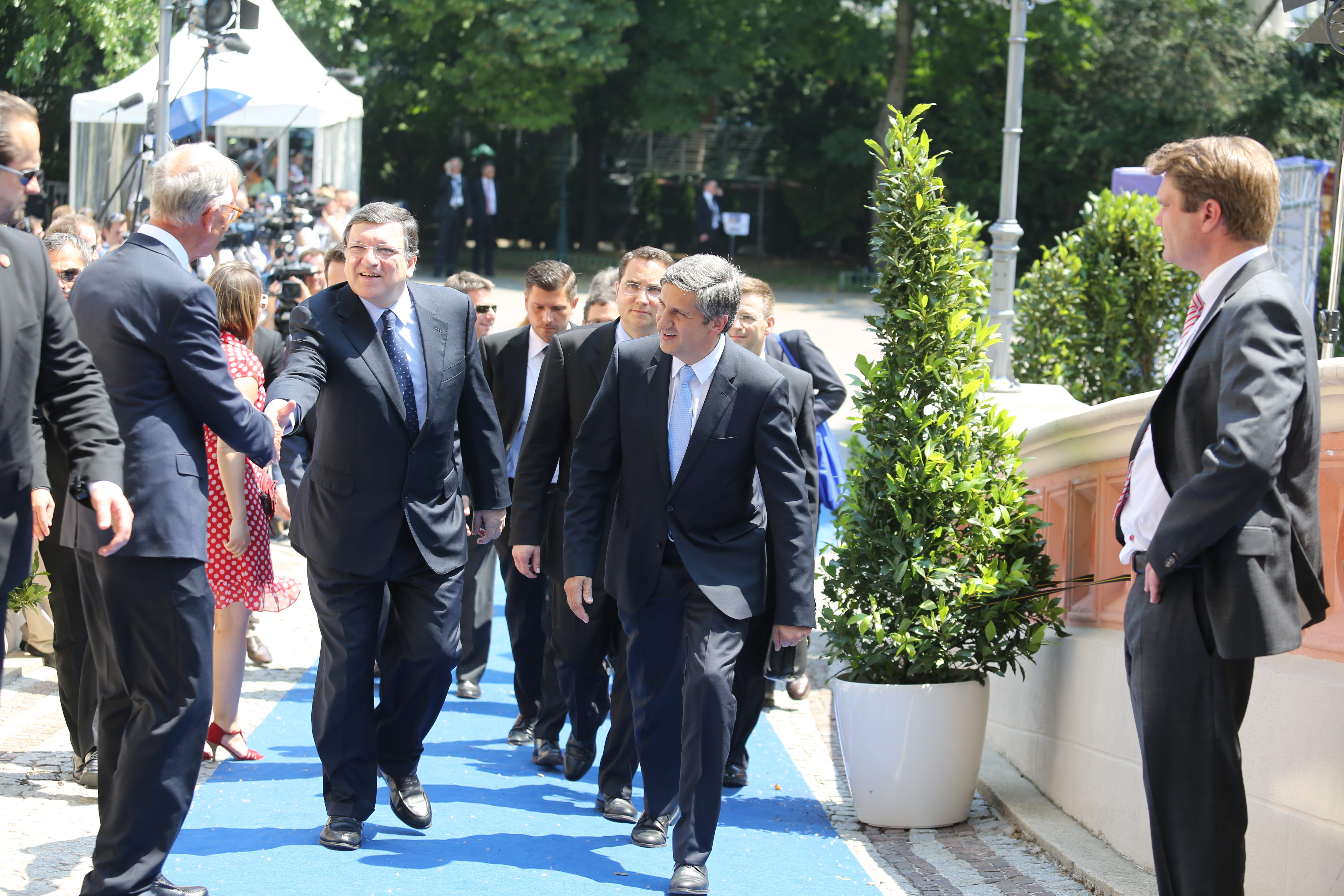
Werner Fasslabend se zdraví s José Manuelem Barrosem, tehdejším předsedou Evropské komise, na summitu Evropské lidové strany 20. června 2013
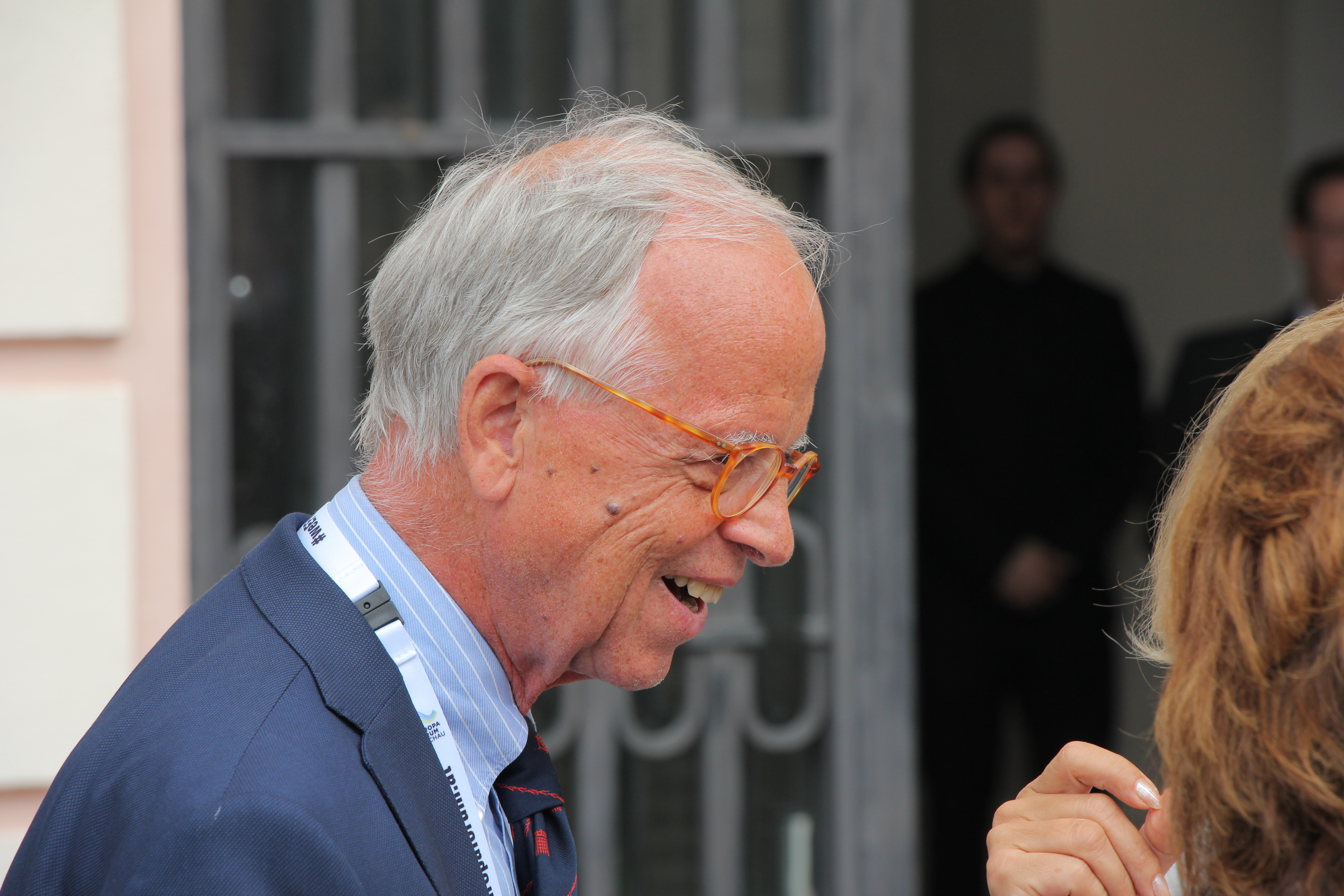
Werner Fasslabend na Evropském fóru ve Wachau v roce 2019